# Adolf Zehlicke

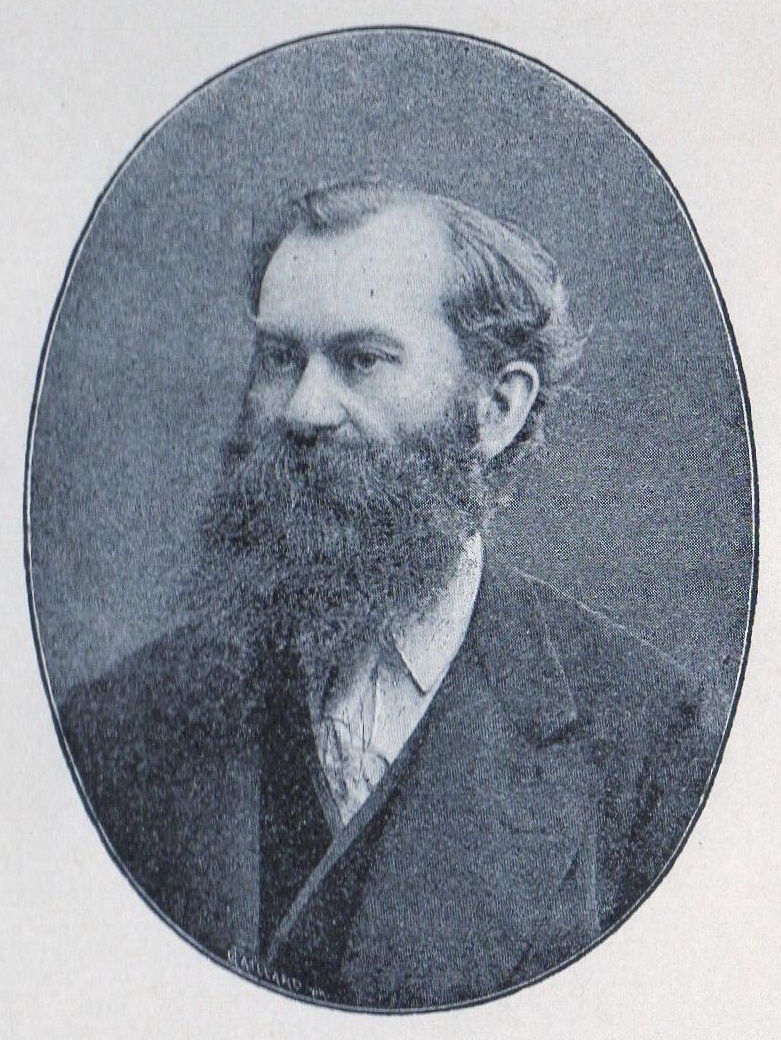
Adolf Zehlicke

Adolf Zehlicke (* 7. Juli 1834 in Ludwigslust; † 9. April 1904 in Berlin) war ein deutscher Lehrer und Schriftsteller.

## Leben
Zehlicke war Sohn des Seminardirektors Carl Adolph Zehlicke (1807–1846) in Ludwigslust und dessen Frau Auguste, geb. Behm. Nach dem frühen Tod des Vaters besuchte er das Friedrich-Franz-Gymnasium (Parchim), das unter der Leitung seines Onkels, des mecklenburg-schwerinschen Oberschulrates und Direktors Johannes Zehlicke (1791–1856) stand. Nach dem Abitur immatrikulierte Zehlicke sich am 19. April 1856 an der Universität Rostock für Evangelische Theologie. Nach zwei Semestern (am 2. Mai 1857) wechselte er an die Friedrich-Alexander-Universität Erlangen, um auch Philologie zu studieren. 1858 wurde er im Corps Onoldia aktiv. Er setzte das Studium an der Eberhard Karls Universität Tübingen fort und beendete es in Rostock. 1861 wurde er Lehrer an der Bürgerschule in Schwerin. 1865 promovierte er an der Universität Jena zum Dr. phil. Im heimatlichen und (damals noch) feudalen Mecklenburg fühlte er sich nicht wohl. Zu Michaelis desselben Jahres wurde er Rektor der evangelischen Unterreal- und Hauptschule in Bielsko-Biała, Galizien. Am Heiligabend 1865 schrieb er seinem Corps:

„In Mecklenburg brannte mir der Boden unter den Füßen. Die schmachvolle Wirthschaft, die dort herrscht, hat mich zu der thatkräftigsten Opposition angestachelt. Aber meine Thätigkeit konnte den ruchlosen Spürnasen nicht verborgen bleiben. Mehrere meiner Schriften wurden verboten, in Anklagezustand versetzt, verurtheilt. Ich fühlte mich von Tag zu Tage unsicherer. Da ergriff ich die günstige Gelegenheit auszuwandern und nahm die Stelle an, welche ich jetzt bekleide.“

Seit 1870 Chefredakteur der Schleswig-Holsteinischen Nachrichten, war er Kriegsberichterstatter im Deutsch-Französischen Krieg. Danach arbeitete er als Journalist für die Schlesische Zeitung in Breslau, die Deutsche Zeitung (1871–1907) in Wien sowie für die Deutsche Allgemeine Zeitung und die Spenersche Zeitung (1874) in Berlin. Seit 1887 war er Direktor der Deutschen Ostafrikanischen Kompanie und Kolonisationsgesellschaft. Zum 100. Stiftungsfest seines Corps (1898) schrieb er 46 Gedichte in Form von Liedtexten. Die ersten fünf sind Onoldia gewidmet; eines ist ein Loblied auf das bayerische Bier.
Drei Monate vor seinem 70. Lebensjahr starb er in der Reichshauptstadt.

## Werke
- Der Mecklenburgische Patrimonialstaat. Eine culturhistorische Skizze. Magdeburg 1865.
- Die Schlacht bei Sedan. Heldengedicht in der Weise altdeutscher Heldenlieder gedichtet. Berlin 1891.
- Der Triumph der Deutschen Nationalidee. Dichtung. Berlin 1891.
- Lorbeer und Myrte, ein Frühlingskranz. Gedichte. Berlin 1892.
- Deutsche Minnelieder. Berlin 1892.
- Deutsches Leben und Lieben. Gedichte. Berlin 1893.
- Deutsche Heldenlieder aus grosser Zeit. Berlin 1893.
- Der Schillerpreis. Lustspiel in einem Akt. Berlin 1893.
- Der echte Schmuck. Lustspiel in einem Akt. Berlin 1893.
- Heinrich der Obotrit oder Der Kampf um das Christentum. Nationalepos in XXX Gesängen. Berlin 1896.
- Lohengrin. Episches Heldengedicht. Berlin 1896.
- Kaiser Wilhelm der Große, Deutschlands Retter und Rächer. Geschichte seiner Zeit und der von ihm geführten Nationalkriege bis zu seinem Tode, Teil 1. Berlin 1897.
- Deutsche Lieder. Berlin 1898. – Nachdruck NabuPress 2012.
- Heinrich von Plauen. Historisches Trauerspiel in 5 Akten mit dem Vorspiel Die Schlacht bei Tannenberg. Dramatisches Gedicht in einem Akt. Berlin 1900.
- Berolina. Satirisches Gedicht in zwanzig Kapiteln. Berlin 1901.
- Dramatische Trilogie. Berlin 1901.
- Der Naturalismus in der deutschen Literatur. Ein Mahnruf an das deutsche Volk. Berlin 1902.
- König Gottschalk. Trauerspiel in fünf Acten. Berlin 1892/1902.